# キクタニギク
キクタニギク（菊谷菊、学名: Chrysanthemum  seticuspe）は、キク科キク属の植物。別名はアワコガネギク、アブラギク、カモメギク。山麓の日当たりのよい草地に生える多年草で、いわゆる野菊の一種。料理に使うアブラギクとは近縁で、観賞用に栽培されるキクの仲間である。中国名は甘野菊（別名：日本野菊）。

## 分布
日本（岩手県 - 関東太平洋岸地域、長野県、近畿地方、九州北部）、中国（北部～東北部）、朝鮮半島に分布する。
中国・韓国由来の種子を用いた法面緑化により、日本各地で外来種としても定着している。

## 特徴
山地の谷間のやや乾いた崖や、山麓の土手などに生える多年草。茎は叢生し、高さはふつう30 - 60センチメートル (cm) ほどで、盛んに枝分かれする。茎は細く、しばしば直立せずに斜めに立っている。葉は互生、長卵形で深五裂する。栽培菊に似るが、それよりも細かく切れ込み、葉質は薄い。両面に細い毛があり、少し黄色味を帯びた緑色で、つやがない。花期は秋（10 - 11月）。茎の先端に、鮮やかな黄色で1 cm足らずの頭花を多数つける。舌状花は短く多数で、中心の筒状花も多い。そう果には冠毛がない。
日本の研究チームが2019年、キクタニギクのゲノム（全遺伝情報）解読を発表した。栽培菊の品種改良への応用が見込まれている。

## 食用
花をつけた茎の頂部を5 - 10 cmほど摘み取って、そのまま天ぷらなどにして食べられる。加熱調理をしても花の色は変わらず、食味は爽やかな香りとほどよい苦みがある。また、春の芽生えと夏場の葉も、天ぷらや油炒めにして食べることが出来る。葉は少し苦みの強いシュンギクのような風味であるが、シュンギクのようなアクはない。若くても繊維が強く、揚げても時間が経つとかたくなってしまうので、花ごと刻んでかき揚げ風にすると時間が経っても食べやすい。